# كارلوس روميرو (ممثل)
كارلوس روميرو (بالإنجليزية: Carlos Romero)‏ هو ممثل أمريكي، ولد في 15 فبراير 1927 في هوليوود في الولايات المتحدة، وتوفي في 21 يونيو 2007 في فيرندالي في الولايات المتحدة.

## وصلات خارجية
- كارلوس روميرو على موقع IMDb (الإنجليزية)
- كارلوس روميرو على موقع أول موفي (الإنجليزية)
- كارلوس روميرو على موقع قاعدة بيانات الفيلم (الإنجليزية)